# 島津久頼
島津 久頼（しまづ ひさより）は、江戸時代前期の薩摩藩士。薩摩島津氏の庶流。

## 生涯
祖父は宮之城島津家の祖である島津忠長で、父の立頼はその三男であるが、大隅国の国人で土岐氏の末裔である敷根氏を継いだ。久頼は立頼の次男として生まれたが、寛永10年（1633年）に家督を継いでいた兄の頼国が嗣子の無いまま20歳で早世したため、久頼が跡を継ぎ、敷根蔵人頼喜を名乗った。
寛永16年（1639年）6月28日に主君島津家久の八女を娶る。寛永20年（1643年）に後光明天皇が即位した際は、2代藩主光久の名代として上洛することとなり、この際に島津の姓と「久」の偏諱を授かり、以後は島津筑前守久頼と名乗った。
また、正保3年（1646年）に光久より、以後代々島津姓を名乗ることが許され（ただし嫡流のみで、次男の家は土岐姓）、また敷根氏の祖先の氏である源氏（清和源氏）から、島津家が氏とする藤原氏を名乗ることも許可された。慶安2年（1649年）、光久の家老職に抜擢され、御役料として1000石を賜った。